# 上田丸子電鉄モハ2320形電車
上田丸子電鉄モハ2320形電車（うえだまるこでんてつモハ2320がたでんしゃ）は、上田丸子電鉄（現・上田電鉄）が1949年（昭和24年）に近江鉄道より中古車両を購入し、電装して導入した電車（制御電動車）である。
本項では、同形式が後年銚子電気鉄道へ譲渡され、同社デハ500形電車として導入されたあとの動向についても記述する。

## 概要
上田丸子電鉄は戦後の利用客増加に対応するため、1949年（昭和24年）に近江鉄道よりクハ21形電車（2代）クハ23・25の2両を譲り受けた。近江鉄道クハ21形（2代）は1947年（昭和22年）10月に日本鉄道自動車工業（現・東洋工機）において新製された制御車であり、譲渡当時の経年も非常に浅かったものの、当時の近江鉄道においては同社八日市線の電化完成などに伴って電動車に不足を来たしており、かつ同形式が戦後間もない混乱期に落成したため資材不足により運転機器を装備せず実質的に付随車であったことなどから運用上難を来たし、早期の他社への譲渡に至ったものであった。
上田丸子電鉄における導入に際しては電動車化改造および両側妻面への運転台機器新設などが実施され、翌1950年（昭和25年）2月10日付認可によって運用を開始した。電動車化改造を施工したにもかかわらず、当初は車両番号・記号とも近江鉄道在籍当時のまま運用されたが、同年7月1日付で実施された上田丸子電鉄に在籍する全車両を対象とした一斉改番に際して、モハ2320形2321・2322と改称・改番された。
同2両は主に丸子線で運用され、1969年（昭和44年）4月の丸子線全線廃止後は同社別所線の上田原電車区に回送され、休車状態のまま同所で長期間留置された。その後1972年（昭和47年）にモハ2321が銚子電気鉄道へ譲渡され、同社デハ500形501として導入、1999年（平成11年）まで在籍した。

## 車体
全長11,800mm・全幅2,700mmの、比較的屋根の浅い軽快な半鋼製車体を備える。妻面形状は緩い円弧を描く平妻型で、3枚の前面窓のうち中央部の窓幅を狭めた非貫通構造の3枚窓設計である。運転台部分には乗務員扉を備え、側面には片開式の客用扉を片側2箇所設置、側窓は二段上昇式、側面窓配置はd1D5D1d（d：乗務員扉、D：客用扉、各数値は側窓の枚数）である。
上田丸子電鉄への導入に際しては、前後妻面への運転台機器および前照灯など灯具類の新設のほか、各客用扉に戸閉装置（ドアエンジン）を設置し、上田丸子電鉄においては初となる自動扉仕様車両となった。その他、警笛（タイフォン）が前後妻面とも屋根部に設置された点が特徴であり、また前照灯は当初幕板上部の雨樋付近に設置したが、後年屋根上に移設した。
車体塗装は当初茶色一色であったが、後年上田丸子電鉄における標準塗装が下半分ブルー・上半分クリームの2色塗りに改められたことに伴って本形式も同塗装に変更された

## 主要機器
制御装置・主電動機はいずれも東芝製のものを採用、ゼネラル・エレクトリック (GE) 社開発のMコントロールと称する間接制御器の系譜に属する電空カム軸式の自動加速制御器PC-3A、および直流直巻電動機SE-131-E（端子電圧600V時定格出力45kW）を搭載する。駆動方式は吊り掛け式、歯車比は4.27 (64:15) で、主電動機は1両当たり4基搭載する。
制動装置は構造の簡易な直通ブレーキに連結運用を考慮して非常弁を付加したSME直通空気ブレーキを常用する。
台車は近江鉄道在籍当時と同じく、日本鉄道自動車工業製の鋳鋼組立型釣り合い梁式台車NT-28Bを装着する。固定軸間距離は1,900mm、車輪径は860mmである。
集電装置は菱形パンタグラフを採用、各車の屋根上丸子町側に1両当たり1基搭載する。

## 運用
竣功後の本形式はクハ23が丸子線に、クハ25が別所線にそれぞれ分散して配属された。本形式は当時の上田丸子電鉄における数少ない総括制御（間接制御）車、かつ唯一の自動加速制御車でありながら、総括制御というメリットを捨ててまで分散配置されたことについては、本形式が前述の通り上田丸子電鉄初の自動扉仕様車であったことから、当時それぞれの沿線に在住した同社株主への配慮からとされている。また別所線に配属されたクハ25は当時運行されていた急行列車運用に優先的に充当されるなど、本形式は当時の上田丸子電鉄における看板車両として扱われた。
本形式は1950年（昭和25年）7月1日付で実施された一斉改番に際してモハ2320形2321（旧クハ23）・2322（旧クハ25）と改称・改番されたのち、1955年（昭和30年）にモハ5260形5263が別所線に配属されたことに伴ってモハ2322が丸子線へ転属、本形式は丸子線に集約された。当初は本形式同士の重連（2両編成）で運用され、翌1956年（昭和31年）にサハ20形27が丸子線に配属されて以降は同車を本形式2両で挟んだモハ-サハ-モハの3両編成を組成、丸子線の主力車両として運用された。
その後、編成定員を増加させる目的から1962年（昭和37年）に中間付随車をサハ20形27からサハ40形41に差し替え、同時に本形式2両のサハ41と連結する側の妻面の運転室に前面貫通扉を新設、併せて車体修繕工事も施工された。運転台の撤去および妻面の貫通構造化はモハ2321のパンタグラフ側、およびモハ2322の非パンタグラフ側の妻面に施工され、貫通路ならびに貫通幌枠が新設された。片運転台化・貫通構造化改造以降は丸子町側からモハ2322-サハ41-モハ2321の半固定編成を組成したが、同線廃止直前の時点ではサハ41を抜いた2両で運用されていた。
1969年（昭和44年）4月の丸子線全線廃止後は余剰となり、別所線に転属し予備車となるもほとんど稼働しないまま休車となったのち、モハ2321は1972年（昭和47年）6月20日付で除籍され、銚子電気鉄道へ譲渡された。残るモハ2322はその後も上田原に留置されていたが、1975年（昭和50年）3月27日付で除籍となり、こちらは他社へ譲渡されることなく解体処分され、本形式は形式消滅した。

## 銚子電気鉄道譲渡後

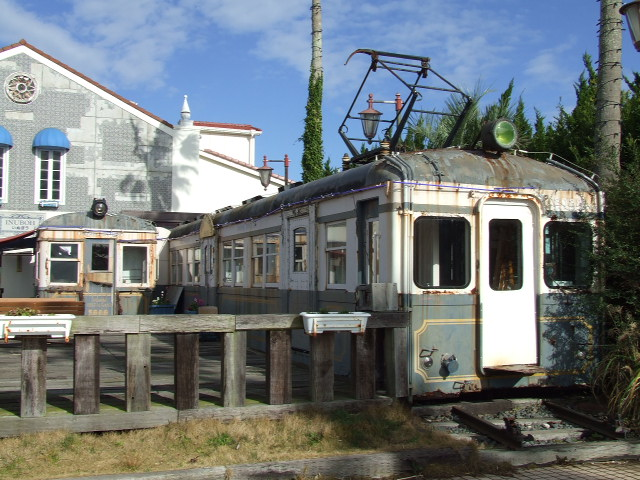
電車レストランに転用されたデハ501
（左側 2006年12月）

銚子電気鉄道に譲渡されたモハ2321は、同社デハ500形501として1972年（昭和47年）8月21日付認可によって導入された。導入に際しては西武所沢車両工場において貫通路側の運転台を復活整備し両運転台構造化されたが、改造費用低減の観点から妻面の貫通扉はそのまま存置された。デハ501は同年7月21日に西武所沢車両工場より銚子電気鉄道側に引き渡されたが、翌日7月22日に日本国有鉄道（国鉄）佐倉機関区銚子支区に設置された転車台を利用し方向転換が実施され、入線初日は銚子側妻面が貫通構造であったが、方向転換により貫通構造の妻面が外川向きとなるよう改められた。塗色はこれまでの銚子電鉄標準色となっていた京成青電色とは異なりアイボリーに窓回りと雨樋が朱色という塗色であったが他車に波及することなく、その後デハ201に塗られた西武赤電色に類似したベージュとローズピンクが1990年までの銚子電鉄の新たな標準色となった。
同車は銚子電気鉄道初の間接制御車かつパンタグラフ集電方式を採用する車両であり、かつ車内照明に蛍光灯を用いるなど、当時の銚子電気鉄道に在籍する車両中最も近代的な装備を有した。しかし、12m級車体は銚子電気鉄道においても小型に過ぎ、また主電動機4基搭載仕様であったことから収容力に対して消費電力量が過大であることなどを理由にデハ700形導入後は予備車として扱われ、晩年は長期間休車となったのち1999年（平成11年）3月31日付で除籍された。
廃車後は車体の銚子寄りの一部を切断したカットボディが犬吠駅の駅前広場に設置され、相模鉄道より購入したモニ2000形2022とともに電車レストランとして再利用された。後年は電車レストランを運営するNPO団体の事務室として用いられたが、同所は海に程近い場所に位置することから塩害による傷みが進行し、2012年（平成24年）7月に解体処分され現存しない。